# Still Writing in My Diary: 2nd Entry
Still Writing in My Diary: 2nd Entry es el segundo álbum de estudio del rapero Petey Pablo, el cual salió a la venta el 4 de mayo del 2004, alcanzó la cuarta posición en la lista de las Estados Unidos, vendiendo 117.000 copias solo en su primera semana.  Finalmente fue certificado como disco de oro. Los principales singles fueron "Freek-a-Leek" y "Vibrate", en colaboración con Rasheeda. Hasta el momento es el último álbum de estudio que ha lanzado Petey Pablo.

## Lista de canciones
| #  | Título                   | Productor                | Colaborador   | Duración |
| -- | ------------------------ | ------------------------ | ------------- | -------- |
| 1  | "Part 2"                 | The Outfit               | Dappy         | 5:50     |
| 2  | "Did You Miss Me"        | Mannie Fresh             | Birdman & TQ  | 3:49     |
| 3  | "Jam Y'all"              | Lil' Jon                 | Mario Winans  | 3:55     |
| 4  | "Freek-a-Leek"           | Lil' Jon                 | —             | 3:55     |
| 5  | "O It's On"              | Q                        | Young Buck    | 4:36     |
| 6  | "Let's Roc"              | Petey Pablo              | —             | 4:18     |
| 7  | "Stick 'Em Up"           | Petey Pablo              | —             | 3:16     |
| 8  | "Get on Dis Motorcycle"  | Timbaland & Scott Storch | Bubba Sparxxx | 4:02     |
| 9  | "Break Me Off"           | Timbaland                | Missy Elliott | 3:29     |
| 10 | "Boy's Bathroom"         | T & J Productions        | —             | 4:22     |
| 11 | "U Don't Want Dat"       | Lil' Jon                 | Lil' Jon      | 4:17     |
| 12 | "What You Know About It" | Mirk                     | —             | 3:19     |
| 13 | "I Swear"                | Kanye West               | —             | 4:19     |
| 14 | "Roll Off"               | Focus...                 | —             | 4:25     |
| 15 | "Be Country"             | Sholar                   | —             | 4:37     |
| 16 | "He Spoke To Me"         | Warryn Campbell          | —             | 4:53     |
| 17 | "Vibrate"                | Bangladesh               | Rasheeda      | 3:54     |

## En las listas
| Nombre                 | Posición |
| ---------------------- | -------- |
| Billboard 200          | # 4      |
| Top R&B/Hip-Hop Albums | # 3      |

## Sencillos

### «Freek-a-Leek»
| Lista                            | Posición |
| -------------------------------- | -------- |
| Billboard Hot 100                | 7        |
| Hot Rap Tracks                   | 2        |
| UK Singles Track                 | —        |
| Hot R&B/Hip-hop Singles & Tracks | 5        |

### «Vibrate»
| Lista                                | Posición |
| ------------------------------------ | -------- |
| U.S. Billboard Hot 100               | 100      |
| U.S. Billboard Pop 100               | —        |
| U.S. Billboard Hot R&B/Hip-Hop Songs | 86       |
| UK Singles Track                     | 113      |